# Аббасабаде-Бозорг
Аббасабаде-Бозорг (перс. عباس ابادبزرگ‎) — село на севере Ирана, в остане Альборз. Входит в состав шахрестана Саводжболаг. Является частью дехестана (сельского округа) Сеидабад Центрального бахша.

## География
Село находится в центральной части Альборза, к югу от хребта Эльбурс, на расстоянии приблизительно 16 километров к западу от Кереджа, административного центра провинции. Абсолютная высота — 1276 метров над уровнем моря.

## Население
По данным переписи 2006 года население села составляло 1070 человек (543 мужчины и 527 женщин). В Аббасабаде-Бозорге насчитывалось 245 семей. Уровень грамотности населения составлял 57,94 %. Уровень грамотности среди мужчин составлял 60,96 %, среди женщин — 54,84 %.